# Grażyna Zasacka
Grażyna Zasacka ps. „Grażyna” (ur. 2 lutego 1922 w Warszawie, zm. ok. 24 września 1944 tamże) – sanitariuszka, łączniczka, w powstaniu warszawskim służąca w III plutonie „Felek” 2. kompanii „Rudy” batalionu „Zośka” Zgrupowania „Radosław” Armii Krajowej.

## Życiorys
Córka Ludomira i Bogny z domu Majewska. 
Podczas okupacji niemieckiej działała w polskim podziemiu zbrojnym. Pod koniec czerwca i w lipcu 1944 roku brała udział w konspiracyjnym szkoleniu „Par II” (w „Bazie Leśnej”), które odbyło się w Puszczy Białej w rejonie Wyszkowa. Początkowo, wraz z m.in. Marią Swierczewską, Anną Zakrzewską, Marią E. Więckowską, Dorotą Łempicką, Anną Wajcowicz i Zofią Kasperską, służyła w 2. drużynie plutonu żeńskiego „Oleńka” dowodzonego przez Zofię Krassowską (ps. „Zosia Duża”), lecz na czas powstania została przydzielona do plutonu „Felek”.
11. dnia powstania warszawskiego wraz z pięcioma żołnierzami (Jerzy Gawin, Andrzej Samsonowicz, Jerzy Rządkowski, Tadeusz Sumiński, Wojciech Markowski) i dwiema sanitariuszkami (Irena Kołodziejska, Stefania Grzeszczak), została odcięta od batalionu podczas walk w obronie cmentarzy wolskich. Grupa ta, po stratach, w dniach następnych przeszła do Kampinosu, stamtąd na Żoliborz, później zaś, przechodząc kanałami na Stare Miasto dotarła do swego oddziału. Następnie, wraz z nim, znalazła się na Czerniakowie.
Grażyna Zasacka została rozstrzelana przez żołnierzy niemieckich ok. 24 września 1944 na Woli. Miała 22 lata. Wraz z nią zginęły tego dnia m.in. Irena Kowalska-Wuttke i Krystyna Niżyńska. Symboliczna mogiła Zasackiej znajduje się na Powązkach Wojskowych obok kwater żołnierzy i sanitariuszek batalionu „Zośka”.
Została odznaczona Krzyżem Walecznych.